# Happonvilliers
Happonvilliers település Franciaországban, Eure-et-Loir megyében. Lakosainak száma 309 fő (2022. január 1.). Happonvilliers Champrond-en-Gâtine és Montigny-le-Chartif községekkel határos.

## Népesség
A település népességének változása:
| Lakosok száma | 282  | 235  | 235  | 299  | 295  | 294  | 307  | 316  | 319  | 309  |
|               | 1968 | 1982 | 1990 | 2006 | 2013 | 2015 | 2017 | 2019 | 2020 | 2022 |